# 아바스 오베이드 자심
아바스 오베이드 자심(아랍어: عباس عبيد جاسم, Abbas Obeid Jassim, 1973년 12월 10일 ~ )은 이라크의 전직 축구 선수이다. 현역 시절 포지션은 미드필더였다. K리그에서 뛰던 시절 등록된 공식 한글 이름은 자심이다.

## 클럽 경력
1996년 대한민국의 안양 LG 치타스에 입단하였다.
이후 1997년 7월 포항 스틸러스로 6개월 임대 이적 후 1998년 완전 이적하여 2001년까지 K리그의 대표적인 미드필더로 활약하였다. 1998년에는 포항의 아시아 클럽 챔피언십 우승의 주역이 되었다.

## 국가대표팀 경력
1996년 3월에 있었던 1996년 하계 올림픽 최종 예선전에서 주목받았고, 2000년 AFC 아시안컵에서는 이라크 대표팀의 일원으로 참가하여, 8강전에 일본을 상대로 기록한 선취골과 함께 대회 올스타 팀에 선정되었다.

## 경력 통계
- 안양 LG 치타스 (1996~1997년) - 정규리그 27경기 3득점 4도움. 리그컵 9경기 1득점 1도움.
- 포항 스틸러스 (1997~2001년) - 정규리그 63경기 6득점 5도움. 리그컵 34경기 5득점 4도움.

## 기타
그의 동생인 하이다르 오베이드 자심 역시 축구 선수로 활약하였다.